# Eleição municipal de Olinda em 2024
A eleição municipal da cidade de Olinda em 2024 ocorreu nos dias 6 de outubro (primeiro turno) e 27 de outubro (segundo turno) e elegeu um prefeito, um vice-prefeito e vereadores para a administração da cidade, que se iniciou em 1° de janeiro de 2025 e terminará em 31 de dezembro de 2028.
O prefeito titular é o Professor Lupércio, do PSD, que foi eleito nas eleições municipais de 2016 e reeleito nas eleições municipais de 2020. Por estar em segundo mandato, Professor Lupércio está impedido, por força da legislação eleitoral, de concorrer a um novo mandato consecutivo.

## Candidatos à prefeitura
A secretária de Desenvolvimento Econômico, Tecnologia e Inovação de Olinda, Mirella Almeida, é candidata a suceder o atual prefeito. A mesma filiou-se ao partido do titular, o PSD, no dia 26 de março de 2024.
A Federação Brasil da Esperança (PT, PCdoB e PV) tem Vinícius Castello (PT) como candidato. Haviam especulações sobre a possibilidade de Luciana Santos (PCdoB) candidatar-se à prefeitura, mas a mesma confirmou, no dia 6 de junho de 2024, que seguirá como ministra da Ciência, Tecnologia e Inovação, encerrando as especulações sobre sua possível candidatura.
Também são candidatos: Antônio Campos (PRTB), Isabel Urquiza (PL) e Márcio Botelho (PP).

### Quadro de candidaturas
| Nº | Prefeito(a)  | Prefeito(a)       | Prefeito(a)       | Vice-prefeito(a) | Vice-prefeito(a) | Vice-prefeito(a)   | Vice-prefeito(a)  | Coligação Partido(s) | Ref.         |
| Nº | Candidato(a) | Candidato(a)      | Partido Federação | Candidato(a)     | Candidato(a)     | Candidato(a)       | Partido Federação | Coligação Partido(s) | Ref.         |
| -- | ------------ | ----------------- | ----------------- | ---------------- | ---------------- | ------------------ | ----------------- | --- | ------------ |
| 11 |              | Márcio Botelho    | PP                |                  |                  | Irmã Priscila Agra | PP                | Sem coligação | [ 6 ] [ 7 ]  |
| 13 |              | Vinícius Castello | PT FE Brasil      |                  |                  | Celso Muniz Filho  | PCdoB FE Brasil   | Frente Popular de Olinda FE Brasil (PT, PCdoB e PV), Federação PSOL REDE e PSB                                              | [ 5 ] [ 8 ]  |
| 22 |              | Izabel Urquiza    | PL                |                  |                  | André Avelar       | MOBILIZA          | Mudar Olinda PL, MOBILIZA, NOVO e DC                                                                                        | [ 6 ] [ 9 ]  |
| 28 |              | Antônio Campos    | PRTB              |                  |                  | Ana Farias         | PRD               | Muda Olinda com Inovação PRTB e PRD                                                                                         | [ 6 ] [ 10 ] |
| 29 |              | Clécio Basílio    | PCO               |                  |                  | Reginaldo Alves    | PCO               | Sem coligação | [ 11 ]       |
| 55 |              | Mirella           | PSD               |                  |                  | Chiquinho          | Solidariedade     | A Esperança Se Renova PSD, Avante, PMB, MDB, Republicanos, Federação PSDB Cidadania, PDT, Agir, Solidariedade, UNIÃO e PODE | [ 4 ] [ 12 ] |

### Desistências
- André Avelar (Mobiliza): Retirou sua pré-candidatura em 1 de agosto para concorrer como vice-prefeito em chapa com Izabel Urquiza.[13]
- André Luiz Farias (PRD): Retirou sua pré-candidatura em 31 de julho após o partido oficializar o apoio à candidatura de Antônio Campos.[14]
- Gleide Ângelo (PSB): Retirou sua pré-candidatura em 25 de julho após o partido e a Federação Brasil da Esperança oficializarem o apoio à candidatura de Vinicius Castello.[15]

## Resultados

### Prefeito
Fonte: TSE
| Candidato à prefeitura | Candidato à prefeitura | Vice                      | 1º turno 6 de outubro de 2024 | 1º turno 6 de outubro de 2024 | 2º turno 27 de outubro de 2024 | 2º turno 27 de outubro de 2024 |
| Candidato à prefeitura | Candidato à prefeitura | Vice                      | Total                         | %                             | Total                          | %                              |
| ---------------------- | ---------------------- | ------------------------- | ----------------------------- | ----------------------------- | ------------------------------ | ------------------------------ |
|                        | Mirella (PSD)          | Chiquinho (Solidariedade) | 62.289                        | 30,02%                        | 111.613                        | 51,38%                         |
|                        | Vinicius Castello (PT) | Celso Muniz Filho (PCdoB) | 80.422                        | 38,75%                        | 105.616                        | 48,62%                         |
|                        | Izabel Urquiza (PL)    | André Avelar (MOBILIZA)   | 51.526                        | 24,83%                        | Não participaram               | Não participaram               |
|                        | Márcio Botelho (PP)    | Irmã Priscila Agra (PP)   | 9.989                         | 4,81%                         | Não participaram               | Não participaram               |
|                        | Antônio Campos (PRTB)  | Ana Farias (PRD)          | 3.124                         | 1,51%                         | Não participaram               | Não participaram               |
|                        | Clécio Basílio (PCO)   | Reginaldo Alves (PCO)     | 166                           | 0,08%                         | Não participaram               | Não participaram               |
| Total de votos válidos | Total de votos válidos | Total de votos válidos    | 207.516                       | 100%                          | 217.229                        | 100%                           |
| → Votos válidos        | → Votos válidos        | → Votos válidos           | 207.516                       | 85,03%                        | 217.229                        | 92,51%                         |
| → Votos em branco      | → Votos em branco      | → Votos em branco         | 15.615                        | 6,40%                         | 6.592                          | 2,81%                          |
| → Votos nulos          | → Votos nulos          | → Votos nulos             | 20.909                        | 8,57%                         | 10.996                         | 4,68%                          |
| Total de votos         | Total de votos         | Total de votos            | 244.040                       | 100%                          | 234.817                        | 100%                           |
| → Total de votos       | → Total de votos       | → Total de votos          | 244.040                       | 81,27%                        | 234.817                        | 78,20%                         |
| → Abstenções           | → Abstenções           | → Abstenções              | 56.256                        | 18,73%                        | 65.479                         | 21,80%                         |
| Eleitorado apto        | Eleitorado apto        | Eleitorado apto           | 300.296                       | 100%                          | 300.296                        | 100%                           |